# شهرستان دوستلیک
ناحیهٔ دوستلیک (به ازبکی:Doʻstlik tumani، دۉستلیک تومنی) یک ناحیه در ازبکستان است که در ولایت جیزک واقع شده‌است. ناحیه دوستلیک ۴۵۰ کیلومتر مربع مساحت و ۸۴٬۱۰۰ نفر جمعیت دارد.